# Presho
Presho é uma cidade localizada no estado norte-americano de Dacota do Sul, no Condado de Lyman.

## Demografia
Segundo o censo norte-americano de 2000, a sua população era de 588 habitantes.
Em 2006, foi estimada uma população de 637, um aumento de 49 (8.3%).

## Geografia
De acordo com o United States Census Bureau tem uma área de
1,7 km², dos quais 1,7 km² cobertos por terra e 0,0 km² cobertos por água. Presho localiza-se a aproximadamente 541 m acima do nível do mar.

## Localidades na vizinhança
O diagrama seguinte representa as localidades num raio de 40 km ao redor de Presho.